# Maria Muldaur
Maria Grazia Rosa Domenica D'Amato, nota anche come Maria Muldaur (New York, 12 settembre 1943), è una cantautrice statunitense. È conosciuta soprattutto per le sue collaborazioni con Paul Butterfield e suo marito, Geoff Muldaur.

## Biografia
Muldaur nacque Maria Grazia Rosa Domenica D'Amato nel Greenwich Village, New York, dove ha frequentato l'Hunter College High School.
Muldaur ha iniziato la sua carriera nel 1960 come Maria D'Amato, esibendosi con John Sebastian, David Grisman, e Stefan Grossman come membro dell'Even Dozen Jug Band. Ha poi aderito al gruppo Jim Kweskin & His Band Jug come vocalist e violinista occasionale. Durante questo periodo, ha fatto parte della scena del Greenwich Village, tra cui spiccava il cantautore Bob Dylan; in particolare per quanto riguarda Dylan, appare nel film-documentario del 2005 No Direction Home di Martin Scorsese.
Ha sposato il collega Geoff Muldaur. Ha iniziato la sua carriera da solista quando il loro matrimonio è finito nel 1972, ma ha mantenuto il suo nome da sposata.
Il suo primo album da solista, dal titolo omonimo e pubblicato nel 1973, conteneva il suo singolo di successo Midnight at the Oasis, che ha raggiunto il numero 6 della Billboard Hot 100 nel 1974. Ha inoltre raggiunto la posizione numero 21 nella UK Singles Chart. In seguito quell'anno, ha pubblicato il suo secondo album. Questo comprendeva una reinterpretazione del brano I'm a Woman. Il titolo di questo album è tratto da una riga in un'altra canzone dell'album, Sweetheart di Ken Burgan.
In questo periodo, Muldaur ha stabilito un rapporto con i Grateful Dead. Intanto ha incontrato e alla fine ha collaborato con l'icona bluegrass Peter Rowan. I due divennero amici stretti, e lei è stata scelta per essere la madrina di sua figlia Amanda Rowan. È apparsa sull'album Super Jam (1989), la registrazione dal vivo della serie TV tedesca Villa fantastica con Brian Auger al pianoforte, Pete York alla batteria, Dick Morrissey al sax tenore, Roy Williams al trombone, Harvey Weston al basso e Zoot Money anche alla voce.
Muldaur, dopo il suo successo a metà degli anni 1970, ha continuato a svolgere registrazioni e tour, fra i quali una svolta al Teatro ZinZanni nel 2001.
Nel 2005 Lovin 'Ol' Soul è stato nominato sia per un Blues Music Award e per un Grammy Award nella categoria "Traditional Blues". Nel 2013, è stata nominata per un Blues Music Award nella categoria "Koko Taylor Award (Traditional Blues Female)".

## Discografia

### Da solista

#### Album in studio
- 1973 - Maria Muldaur (Reprise)
- 1974 - Waitress in a Donut Shop (Reprise)
- 1976 - Sweet Harmony (Reprise-MS 2235)
- 1978 - Southern Winds (Warner)
- 1979 - Open Your Eyes (Warner)
- 1980 - Gospel Nights (Takoma)
- 1982 - There Is a Love (Myrrh Records)
- 1983 - Sweet and Slow (Tudor)
- 1986 - Transblucency (Uptown)
- 1990 - On the Sunny Side (Music For Little People)
- 1992 - Louisiana Love Call (Black Top)
- 1994 - Jazzabelle (Stony Plain)
- 1994 - Meet Me at Midnite (Black Top)
- 1996 - Fanning the Flames (Telarc)
- 1998 - Southland of the Heart (Telarc)
- 1998 - Swingin' in the Rain (Music For Little People)
- 2001 - Richland Woman Blues (Stony Plain) - con Taj Mahal e Bonnie Raitt
- 2002 - Animal Crackers in My Soup (Music For Little People)
- 2002 - Sweet Lovin' Ol' Soul (Old Highway 61 Revisited) (Stony Plain) - con Del Rey e Steve James
- 2003 - A Woman Alone with the Blues ...Remembering Peggy Lee (Telarc)
- 2004 - Sisters & Brothers (Telarc) - con Eric Bibb e Rory Block
- 2004 - Love Wants to Dance (Telarc)
- 2006 - Heart of Mine: Maria Muldaur Sings Love Songs of Bob Dylan (Telarc)
- 2006 - Songs for the Young at Heart (MFLP)
- 2007 - Naughty, Bawdy, and Blue (Stony Plain)
- 2008 - Yes We Can! (Telarc)
- 2009 - Maria Muldaur & Her Garden of Joy (Stony Plain)
- 2011 - Steady Love (Stony Plain)

#### Live
- 1987 - Live in London (Making Waves)

#### Raccolte
- 1999 - Meet Me Where We Play the Blues (Telarc)
- 2000 - Music for Lovers (Telarc)
- 2003 - Sweet Harmony/Open Your Eyes (Telarc)

### Altre partecipazioni
- 1972 - Steelyard Blues (Warner Bros.)
- 2002 - The Blues White Album (Telarc)